# The Human Equation
The Human Equation – szósty album Arjena Lucassena wydany pod szyldem Ayreon. Został wydany 25 maja 2004. Tak jak na innych albumach Ayreon można usłyszeć głosy wokalistów, którzy nie brali przedtem udziału w tym projekcie. Z ważniejszych wokalistów należy wymienić Jamesa LaBriego z Dream Theater, Mikaela Åkerfeldta z Opeth, Erica Claytona z Saviour Machine oraz Devina Townsenda.

## Fabuła albumu
Album opowiada historię człowieka, który zapadł w śpiączkę po tajemniczym wypadku samochodowym. Okoliczności towarzyszące wypadkowi są dosyć niejasne, gdyż kierowca wjechał w drzewo na pustej drodze w ciągu dnia. Podczas śpiączki bohater napotyka na alegorie uczuć i przypomina sobie mroczną przeszłość gdy doświadczył przemocy jako dziecko ze strony swojego ojca. Każdy utwór obrazuje jeden dzień 20-dniowej śpiączki.

## Lista utworów

### CD1
1. Day One: Vigil – 1:33
2. Day Two: Isolation – 8:42
3. Day Three: Pain – 4:58
4. Day Four: Mystery – 5:37
5. Day Five: Voices – 7:09
6. Day Six: Childhood – 5:05
7. Day Seven: Hope – 2:47
8. Day Eight: School – 4:22
9. Day Nine: Playground – 2:15
10. Day Ten: Memories – 3:57
11. Day Eleven: Love – 4:18

### CD2
1. Day Twelve: Trauma – 8:59
2. Day Thirteen: Sign – 4:47
3. Day Fourteen: Pride – 4:42
4. Day Fifteen: Betrayal – 5:24
5. Day Sixteen: Loser – 4:46
6. Day Seventeen: Accident – 5:42
7. Day Eighteen: Realization – 4:31
8. Day Nineteen: Disclosure – 4:42
9. Day Twenty: Confrontation – 7:03

## Twórcy

### Wokal
- James LaBrie (Dream Theater)
- Mikael Åkerfeldt (Opeth, Bloodbath)
- Eric Clayton (Saviour Machine)
- Heather Findlay (Mostly Autumn)
- Irene Jansen (ex-Karma)
- Magnus Ekwall (The Quill)
- Devon Graves (Deadsoul Tribe/ex-Psychotic Waltz)
- Marcela Bovio (Elfonía, Stream of Passion)
- Mike Baker (Shadow Gallery)
- Arjen Lucassen (Ayreon/Stream of Passion/Ambeon/Star One)
- Devin Townsend (ex-Strapping Young Lad/ex-The Devin Townsend Band)
- Peter Daltrey

### Instrumenty
- Arjen Lucassen - Gitara, Gitara basowa, Mandolina, Keyboard, Syntezator, Organy Hammonda
- Ed Warby (Gorefest) - Perkusja
- Robert Baba - Skrzypce
- Marieke van den Broek - Wiolonczela
- John McManus - Flet, Gwizdek
- Jeroen Goossens - Flet, Fletnia Pana, Didgeridoo, Obój
- Joost van den Broek (After Forever) - Syntezator, Szpinet
- Martin Orford (IQ, Jadis) - Syntezator
- Ken Hensley (Uriah Heep) - Organy Hammonda
- Oliver Wakeman - Syntezator

## Single
- Day Eleven: Love - wyd. 2004
- Loser - wyd. 2004
- Come Back to Me - wyd. 2005